# Soulangy
Soulangy – miejscowość i gmina we Francji, w regionie Normandia, w departamencie Calvados.
Według danych na rok 1990 gminę zamieszkiwało 248 osób, a gęstość zaludnienia wynosiła 35 osób/km² (wśród 1815 gmin Dolnej Normandii Soulangy plasuje się na 643. miejscu pod względem liczby ludności, natomiast pod względem powierzchni na miejscu 710.).